# General Juan Facundo Quiroga megye
General Juan Facundo Quiroga egy megye Argentína északnyugati részén, La Rioja tartományban. Székhelye Malanzán.

## Népesség
A megye népessége a közelmúltban a következőképpen változott:
| Év   | Lakosság |
| ---- | -------- |
| 2001 | 4546     |
| 2010 | 4108     |